# لارنس کوی
لارنس کوی (عربی: أنس مبارك؛ زادهٔ ۲۲ اوت ۱۹۸۴آکرا) بازیکن فوتبال غنایی‌تبار اهل قطر است.

## باشگاهی
از باشگاه‌هایی که در آن بازی کرده‌است می‌توان به الغرافه، باشگاه فوتبال سن-اتین اشاره کرد.

## تیم ملی
وی همچنین در Ghana U-18 تیم ملی فوتبال قطر  بازی کرده‌است.